# Anne Stanley
Anne Stanley (mei 1580 - Harefield, ca 8 oktober 1647) was een vrouw uit de hoge Engelse adel. Zij was de oudste dochter van de graaf van Derby en werd door haar twee huwelijken eerst barones Chandos en vervolgens gravin van Castlehaven. Ze was een verre verwante van Elizabeth I van Engeland en werd een tijd lang gezien als de wettige erfgenaam en mogelijke opvolger van deze kinderloze koningin.
In 1630 werd haar tweede man Mervyn Touchet, graaf van Castlehaven, gearresteerd omdat hij ervan werd verdacht medeplichtig te zijn aan haar verkrachting; hij werd ook beschuldigd van sodomie met mannelijke dienaren. Anne Stanley's getuigenis tegen haar man was van doorslaggevend belang; het proces maakte voor het eerst duidelijk dat in Engeland een getrouwde vrouw in bepaalde gevallen tegen haar man kon getuigen. Lord Castlehaven werd schuldig gevonden en ter dood veroordeeld. Na het proces leidde Anne Stanley een zeer teruggetrokken leven; haar reputatie was door het schandaal ernstig beschadigd. Er circuleerden al tijdens het proces vlugschriften waarin zij werd aangewezen als de drijvende kracht achter de gebeurtenissen.
Sinds het begin van de 21e eeuw is er groeiende belangstelling voor de affaire Castlehaven en Anne Stanley, vooral vanuit het perspectief van lgbt- en genderstudies. Het wordt nu gezien als een belangrijke gebeurtenis in de geschiedenis van overheidsbemoeienis met seksualiteit, en een stap in de erkenning van vrouwen als volwaardige personen binnen het rechtssysteem.

## Vermoedelijk erfgename van de troon
Anne Stanley was de dochter van Ferdinando Stanley, graaf van Derby (1559-1594), en Alice Spencer (1556-1637). De graven van Derby behoorden tot de invloedrijkste en meest vooraanstaande adellijke families in Engeland. Ferdinando Stanley was een achterkleinzoon van Maria Tudor, de jongste zuster van koning Hendrik VIII. Hendrik VIII had in zijn testament bepaald dat na zijn eigen kinderen de afstammelingen van Maria als eerste in aanmerking zouden komen voor de troon. Hiermee passeerde hij de koningen van Schotland, de nakomelingen van zijn oudere zuster Margaretha.
Rond 1580 was duidelijk dat koningin Elizabeth I geen kinderen zou krijgen en dit vestigde de aandacht op de graaf van Derby als mogelijk toekomstig koning.
Na zijn overlijden in 1594 begon de voorkeur inzake de troonopvolging toch uit te gaan naar koning Jacobus VI van Schotland, die in 1603 inderdaad Elizabeth I opvolgde. Er bleven echter mensen van mening dat deze opvolging strijdig was met het testament van Hendrik VIII en dus onwettig. Zij vonden dat alleen Anne Stanley recht op de troon kon doen gelden. Zij heeft zelf echter nooit aanspraak gemaakt op de kroon.

## Jeugd, familie en eerste huwelijk

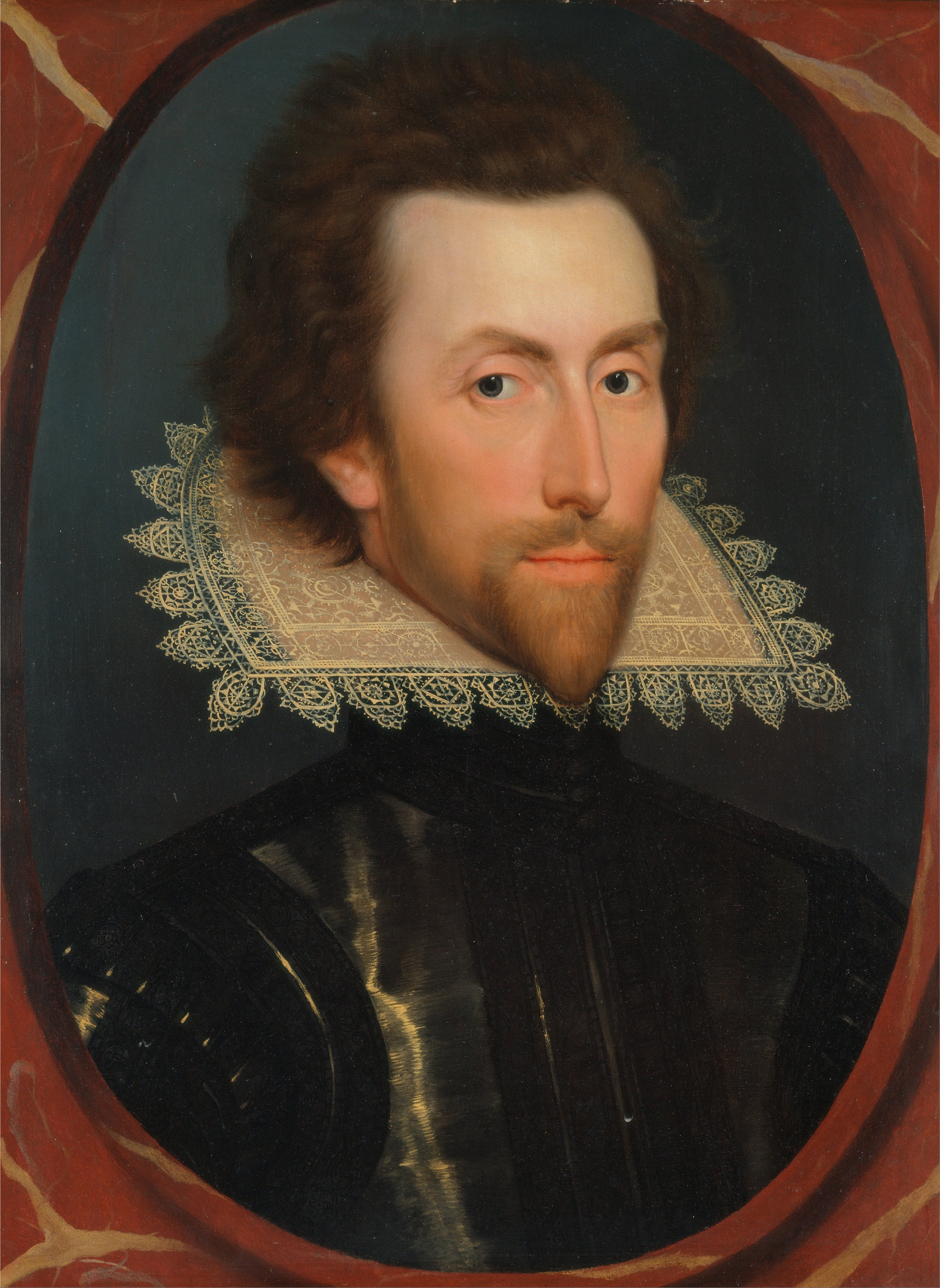
Grey Brydges, baron Chandos, de eerste echtgenoot van Anne Stanley

Anne Stanley was de oudste van drie dochters. Toen haar vader overleed werd zijn fortuin onder hen verdeeld; de titel graaf van Derby ging naar zijn jongere broer William. Voor Anne en haar zusters Frances en Elizabeth werden prestigieuze huwelijkskandidaten gezocht. Frances trouwde met John Eggerton, later graaf van Bridgewater; Elizabeth trad in het huwelijk met Henry Hastings, graaf van Huntingdon. Er waren plannen om Anne te laten trouwen met een zoon van de Tsaar van Moskovië. Dit ging niet door en zij trouwde in 1607 met de zeer rijke Grey Brydges, Baron Chandos van Sudely, die bekend stond als de ‘Koning van de Cotswolds’. Zij leefde met hem in grote staat in Sudely Castle. Ze kregen ten minste vijf kinderen.
De gravin-weduwe van Derby en haar drie dochters beschikten door afstamming en huwelijken over een uitgebreid netwerk van zeer invloedrijke contacten, ook aan het hof. Met name de gravin-weduwe en haar dochter Elizabeth, gravin van Huntingdon, waren politiek actief en zetten zich in om via hun netwerk de belangen van hun familie te behartigen. Alle vier waren geïnteresseerd in toneel en poëzie. Ze waren beschermvrouwen van toneelgroepen, schrijvers en dichters, waaronder Edmund Spenser, John Donne en John Milton, die ook werken aan hun opdroegen.

## Huwelijk met graaf van Castlehaven
In 1621 overleed Baron Chandos, de echtgenoot van Anne Stanley. Zij hertrouwde drie jaar later met de weduwnaar Mervyn Touchet, graaf van Castlehaven (ca. 1593-1631). Dit huwelijk was omstreden. De titel graaf van Castlehaven was de familie Touchet pas in 1616 verleend; bovendien was het een titel in de Ierse adeldom die door de oude Engelse adel als lager in status werd gezien. Men vond dat Anne Stanley, die connecties had met de belangrijkste en oudste adellijke families van Engeland, beneden haar stand trouwde. Daarnaast was Lord Castlehaven meer dan tien jaar jonger dan zijn nieuwe vrouw, had hij tijdens zijn eerste huwelijk blijk gegeven van verdachte katholieke sympathieën en gedroeg hij zich in het algemeen niet zoals men van een edelman verwachtte. Hij was echter wel rijk en Anne Stanley werd door haar moeder omschreven als spilziek. 

De graaf en gravin van Castlehaven woonden voornamelijk op het grote landgoed van de Touchets in Fonthill Gifford, in Zuid-Engeland. Zij hadden mogelijk een dochter, die jong stierf. 

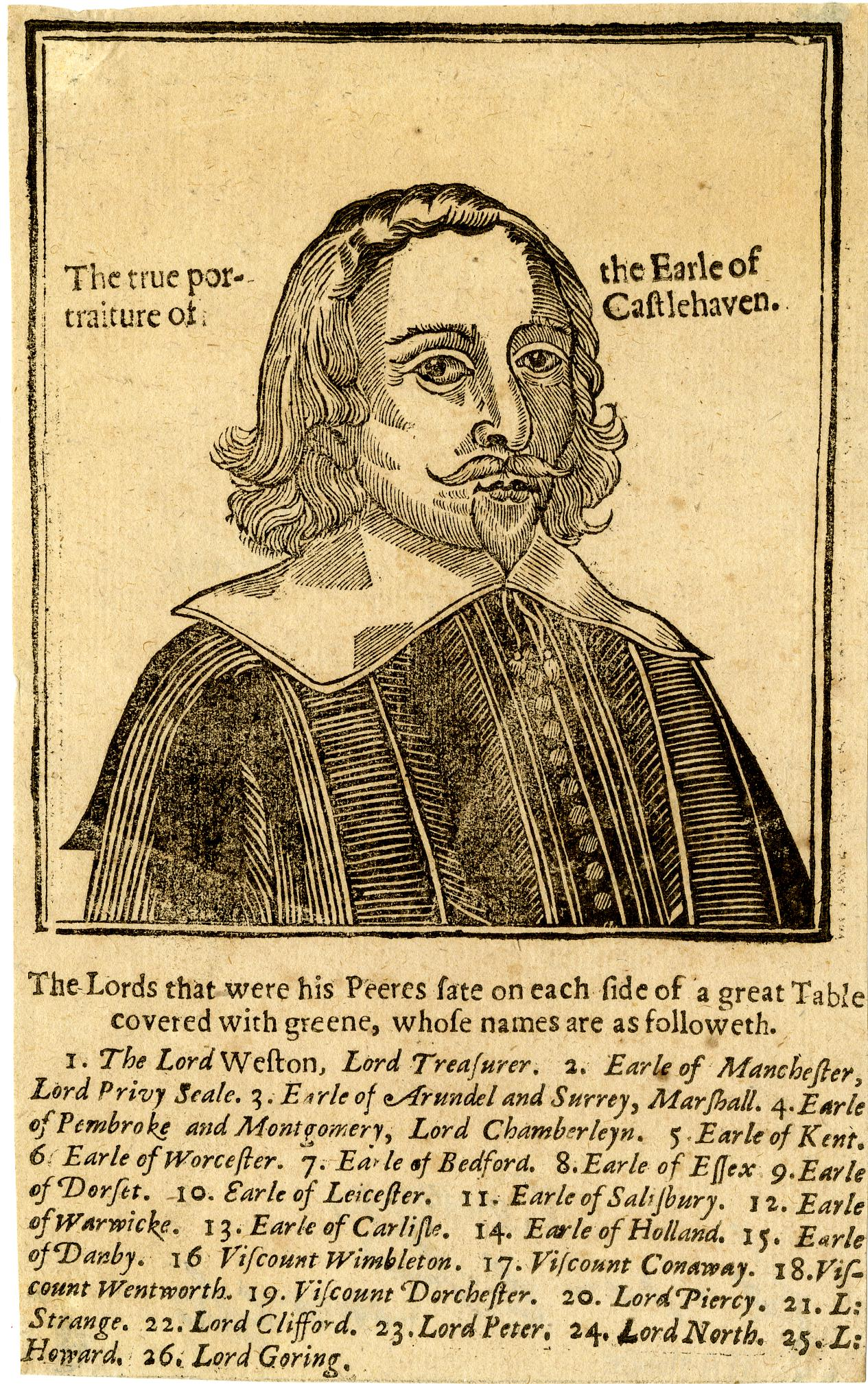
Mervyn Touchet, graaf van Castlehaven, tweede echtgenoot van Anne Stanley. De namen van de leden van de jury staan onder de afbeelding vermeld.

In 1628 trouwde Elizabeth Brydges, Anne Stanley’s oudste dochter uit haar eerste huwelijk, met James, de oudste zoon van Castlehaven die de hoffelijkheidstitel Baron Audley voerde. Elizabeth was toen tussen de twaalf en vijftien jaar oud. Audley was slechts enkele jaren ouder. Het was indertijd niet ongebruikelijk dat een stiefbroer en stiefzus met elkaar trouwden. Zo wilde men zorgen dat geld en bezit binnen de familie bleven. Het huwelijk was geen succes en Audley verliet het huis bij Fonthill Gifford; Elizabeth bleef daar wonen.

## Aanklacht
In 1630 wendde Lord Audley, de zoon van Castlehaven, zich tot de Privy Council (de Engelse Raad van State) om zich te beklagen over het feit dat zijn vader hem wilde onterven. Castlehaven zou Audley’s vrouw Elizabeth hebben aangezet tot seks met Henry Skipwith, een favoriete dienaar van Castlehaven.  Bij een zwangerschap van Elizabeth zou Castlehaven het door Skipwith verwekte kind willen benoemen tot zijn erfgenaam, en zo zijn zoon passeren. Audley verklaarde ook dat zijn stief- en schoonmoeder Anne Stanley onzedig gedrag vertoond en personeelsleden als minnaar had.

### Onderzoek
De Privy Council stelde in november 1630 een onderzoek in en ondervroeg familieleden en personeel van Castlehaven. Elizabeth Audley gaf toe onder druk van haar schoonvader een seksuele relatie te zijn begonnen met Skipwith. Ook haar moeder, Anne Stanley, zou volgens Elizabeth op instigatie van Castlehaven door een van de bedienden zijn verkracht.
Anne Stanley verklaarde daarop dat Castlehaven al kort na hun huwelijk had verklaard dat hij als echtgenoot zeggenschap had over het lichaam van zijn vrouw en dat zij verplicht was te doen wat hij eiste. Hij had haar meerdere malen bevolen met een van zijn bedienden te slapen, wat zij altijd had geweigerd. Uiteindelijk zou Castlehaven de page Giles Broadway opdracht hebben gegeven haar in zijn aanwezigheid te verkrachten en zou hij daarbij hebben geholpen door zijn vrouw in bedwang te houden. Anne Stanley had na de verkrachting een mislukte zelfmoordpoging gedaan. Zij had verder nooit over de verkrachting gesproken.

Uit de verhoren van de bewoners van Fonthill Gifford kwam naar voren dat Castlehaven seksuele relaties zou hebben gehad met zowel mannelijke als vrouwelijke personeelsleden, waaronder de lakei Lawrence Fitzpatrick, en dat hij een voyeur was. Hij overlaadde seksuele partners met geschenken en had een van zijn dochters laten trouwen met een van zijn favorieten, die oorspronkelijke als page in dienst was gekomen. Het relaas van Anne Stanley over de verkrachting werd in grote lijnen bevestigd, ook door Giles Broadway zelf. De onderzoekers legden alleen getuigenissen van mannelijke personeelsleden vast omdat vrouwen in die tijd als onbetrouwbare getuigen werden gezien, zeker als ze van lagere komaf waren.

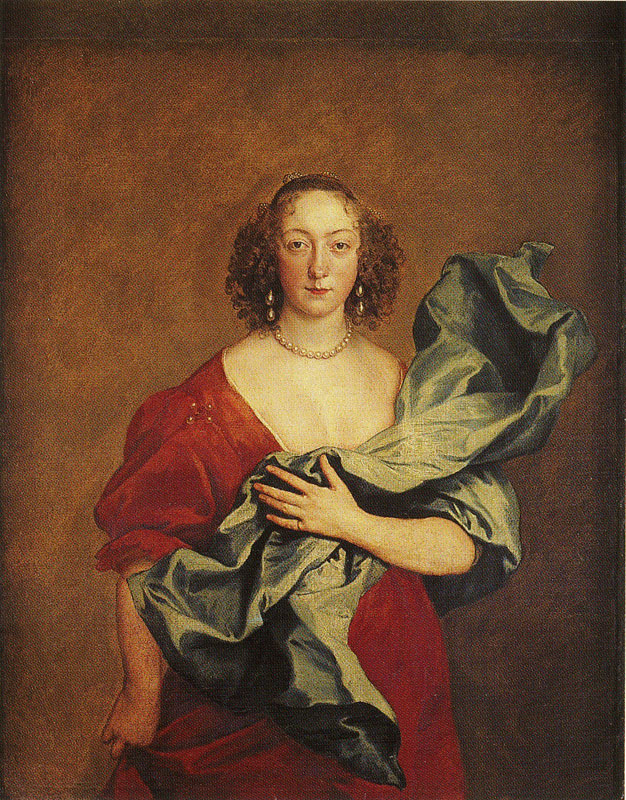
Elizabeth Brydges, lady Audley, dochter van Anne Stanley uit haar eerste huwelijk en getrouwd met de oudste zoon van Lord Castlehaven, geschilderd door Anthonie van Dijck, ca. 1636.

### Formele beschuldiging
Op basis van het onderzoek werd Lord Castlehaven op 6 april 1631 in staat van beschuldiging gesteld voor verkrachting en sodomie. Hij werd gevangen gezet in de Tower en zijn bezittingen in beslag genomen. Giles Broadway werd aangeklaagd voor de verkrachting van Anne Stanley, en Lawrence Fitzpatrick voor sodomie. Anne Stanley moest op bevel van de Privy Council tijdelijk haar intrek nemen bij de bisschop van Winchester.
Verkrachting en sodomie waren in de 17e eeuw halsmisdaden (d.w.z. dat er de doodstraf op stond) maar strafrechtelijke vervolging en veroordeling kwamen niet vaak voor. Het was zeker ongebruikelijk dat een adellijk persoon hiervoor werd vervolgd. Verkrachting binnen een huwelijk werd juridisch niet erkend; de aanklacht tegen Castlehaven had betrekking op zijn medeplichtigheid bij de verkrachting van Anne Stanley door Giles Broadway..
Lord Castlehaven ontkende alle aanklachten. Volgens hem was er sprake van een samenzwering tegen hem door zijn vrouw en zijn zoon. Ook noemde hij zijn vrouw een hoer aan wier verklaringen geen waarde kon worden gehecht en beschuldigde hij haar ervan tijdens hun huwelijk een onwettig kind te hebben gekregen. De bedienden die belastende uitspraken tegen hem hadden gedaan deden dat volgens hem uit wrok en jaloezie.

## Rechtszaken

### Getuigenis Anne Stanley
Bijzonder aan het proces tegen Lord Castlehaven was dat door de rechters expliciet werd vastgelegd dat een vrouw in een strafzaak tegen haar man mocht getuigen, zeker als ze slachtoffer was. Dit was tot dan toe onder Engels recht niet voorgekomen. Op een vraag van Castlehaven of er juridisch gezien wel sprake kon zijn van verkrachting als het slachtoffer een vrouw van losse zeden was, antwoordden de rechters dat de reputatie of levenswandel van de vrouw er niet toe deed. Ook gaven ze aan dat het niet van belang was dat Anne Stanley zelf nooit melding had gedaan van de verkrachting door Broadway.

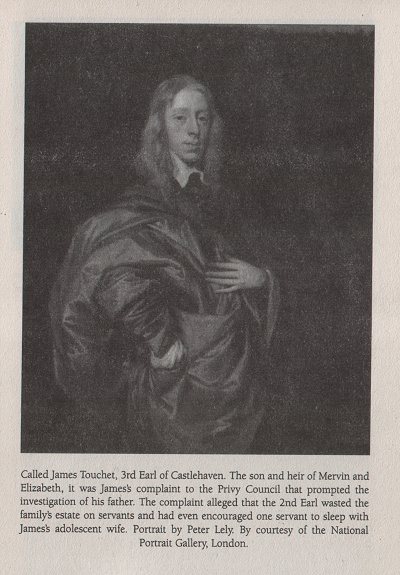
James, baron Audley, de oudste zoon van Lord Castlehaven. Hij was zowel stiefzoon als schoonzoon van Anne Stanley door zijn huwelijk met haar dochter Elizabeth.

### Proces tegen Castlehaven
Het proces tegen Castlehaven begon op 25 april 1631 en duurde één dag. De jury bestond uit 27 mannen uit de hoge adel. Hiervan hadden er minimaal tien nauwe banden met de familie Stanley; er bestaat weinig twijfel dat de invloedrijke moeder en zusters van Anne Stanley zich hebben ingespannen om de zaak in hun voordeel te beïnvloeden. De aanklagers legden veel nadruk op het feit dat Castlehavens gedrag amoreel en zedeloos was, en een edelman onwaardig. Anne Stanley en haar dochter verschenen zelf  niet in de rechtszaal; het was ondenkbaar dat een adellijke vrouw in het openbaar over seksuele zaken zou praten. Hun verklaringen werden voorgelezen. Op 26 april werd Lord Castlehaven door de jury unaniem schuldig bevonden aan verkrachting en met meerderheid van stemmen ook schuldig aan sodomie. Hij werd ter dood veroordeeld. Zijn familieleden drongen bij koning Karel I aan op gratie, waarbij zij aanvoerden dat Anne Stanley een promiscue vrouw was en een onbetrouwbare getuige. De koning weigerde dit echter en Castlehaven werd op op 14 mei 1631 op Tower Hill onthoofd. Hij hield tot het laatst vol dat hij onschuldig was.

### Proces tegen Broadway en Fitzpatrick
De rechtszaak tegen Giles Broadway en Lawrence Fitzpatrick vond plaats in juni 1631. Beiden trokken de bekentenissen in die ze tijdens het proces tegen Castlehaven hadden afgelegd (mogelijk omdat hun toen immuniteit was beloofd) en hielden vol onschuldig te zijn. Anne Stanley was bij dit proces wel kort aanwezig om onder ede te verklaren dat haar eerdere verklaring juist was. Broadway werd schuldig bevonden aan verkrachting en Fitzpatrick aan sodomie. Op 6 juli 1631 werden ze opgehangen. Op het schavot zei Broadway dat Anne Stanley de slechtste vrouw was die ooit had geleefd. Zij zou verhoudingen hebben gehad met bedienden en haar eigen kind om het leven hebben gebracht.

## Na het proces

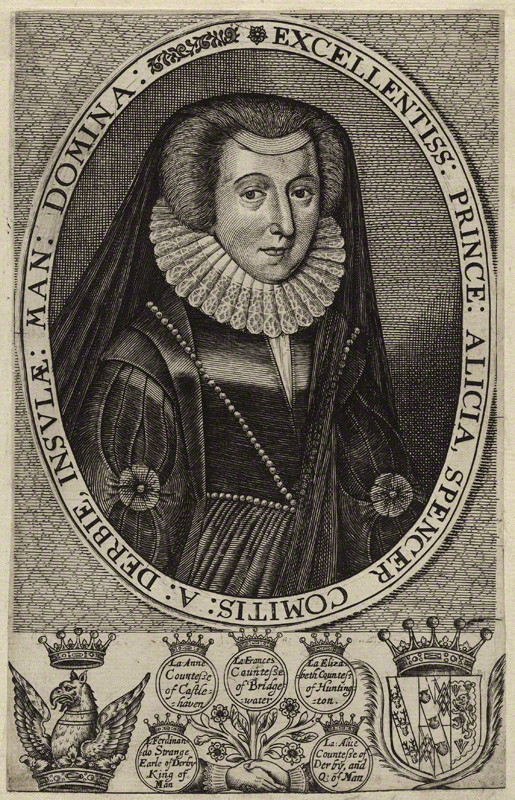
Alice Spencer, gravin van Derby, de moeder van Anne Stanley en een van de invloedrijkste vrouwen in Engeland

Na de terechtstelling van haar man trok Anne Stanley zich terug uit het openbare leven. Zij heeft altijd volgehouden dat haar geen enkele blaam trof. Er circuleerden echter al tijdens het proces vlugschriften waarin getwijfeld werd aan haar onschuld of waarin zij werd aangewezen als de boosaardige kracht achter de gebeurtenissen in Fonthill Gifford. Het feit dat zowel Lord Castlehaven als Giles Broadway haar vlak voor hun terechtstellingen vanaf het schavot hadden afgeschilderd als zedeloos en kwaadaardig heeft hier zeker aan bijgedragen. De zuster van Lord Castlehaven, de dichteres en protestantse profetes Eleanor Davies Touchet, publiceerde een aantal van dergelijke pamfletten.
Anne Stanley woonde na het proces bij haar moeder, de gravin-weduwe van Derby. Deze wist te bewerkstelligen dat de koning Anne Stanley gratie verleende voor haar 'ontucht en losbandigheid.' Het was in die tijd gebruikelijk dat gratie werd verleend als mensen tegen hun wil overtredingen hadden begaan. De gravin-weduwe was echter niet bereid om haar kleindochter Elizabeth, lady Audley, onderdak te verlenen. Zij vond haar een slechte invloed op haar jongere broers en zusters. Door de contacten van hun grootmoeder sloten de kinderen van Anne Stanley uit haar eerste huwelijk ondanks het schandaal allen goede huwelijken binnen hun stand.
Het bezit van de graaf van Castlehaven was na zijn executie vervallen aan de staat. Anne Stanley was voor haar levensonderhoud afhankelijk van de inkomsten die zij kreeg uit de nalatenschap van haar eerste man, en van ondersteuning door haar moeder en zwagers. Na de dood van haar moeder in 1637 woonde ze in het huis Heydons in Harefield, waar ze in 1647 overleed.

## Juridische en sociale betekenis
Het proces tegen lord Castlehaven bleef tot ver in de 18e eeuw aandacht krijgen. In de 17e eeuw werd het vaak gepresenteerd in een anti-katholieke of anti-monarchistische context. In de 18e eeuw werd het aangevoerd als een voorbeeld van immoreel gedrag door de aristocratie. Na 1750 raakte de zaak grotendeels in de vergetelheid, al bleef het onder rechtshistorici wel bekend. In de 21e eeuw is de zaak Castlehaven en daarmee het leven van Anne Stanley herontdekt, vooral binnen de disciplines lgtb- en genderstudies. Het wordt nu gezien als een belangrijke gebeurtenis in de geschiedenis van overheidsbemoeienis met seksualiteit, en een stap in de erkenning van vrouwen als volwaardige personen binnen het rechtssysteem.

## Kinderen
Anne Stanley en haar eerste man Grey Brydges, 5e Baron Chandos van Sudeley, hadden de volgende kinderen:
- Elizabeth Brydges, overleden maart 1678/79
- Robert Brydges, overleden voor 20 juni 1611
- Anne Brydges
- George Brydges, 6e Baron Chandos van Sudeley, 9 augustus 1620 - februari 1654/55
- William Brydges, 7e Baron Chandos van Sudeley, circa 1620 - augustus 1676.

Anne Stanley en haar tweede man Mervyn Touchet, Graaf van Castlehaven, hadden mogelijk een dochter, die jong stierf.
- Anne Touchet, ca. 1625?[11]

## Wetenswaardigheden
- Algemeen wordt aangenomen dat de maskerade Comus van John Milton verwijst naar het Castlehaven-schandaal. Dit werk beschrijft de triomf van kuisheid over losbandigheid en werd in 1634 door Milton geschreven voor de graaf van Bridgewater, die getrouwd was met Anne Stanley's zuster Frances.[30]
- Anne Stanley staat op het grafmonument van haar moeder, de gravin van Derby, vermeld als barones Chandos. Over haar tweede huwelijk met de graaf van Castlehaven werd niet meer gesproken.[31]